# The Course of True Love
The Course of True Love é um filme mudo norte-americano de 1910 em curta-metragem, do gênero drama, dirigido por Frank Powell e não confirmado D. W. Griffith.